# Buddy Lazier
Robert Buddy Lazier (Vail, Colorado, 31 de octubre de 1967), más conocido como Buddy Lazier, es un piloto de automovilismo estadounidense que compitió profesionalmente en monoplazas. Obtuvo ocho victorias y 18 podios en la Indy Racing League, destacándose una victoria en las 500 Millas de Indianápolis de 1996 y segundos puestos en 1998 y 2000. Lazier fue campeón de la IndyCar en 2000, subcampeón en 2001 y quinto en 1998.

## Carrera deportiva

### CART (1989-1995)

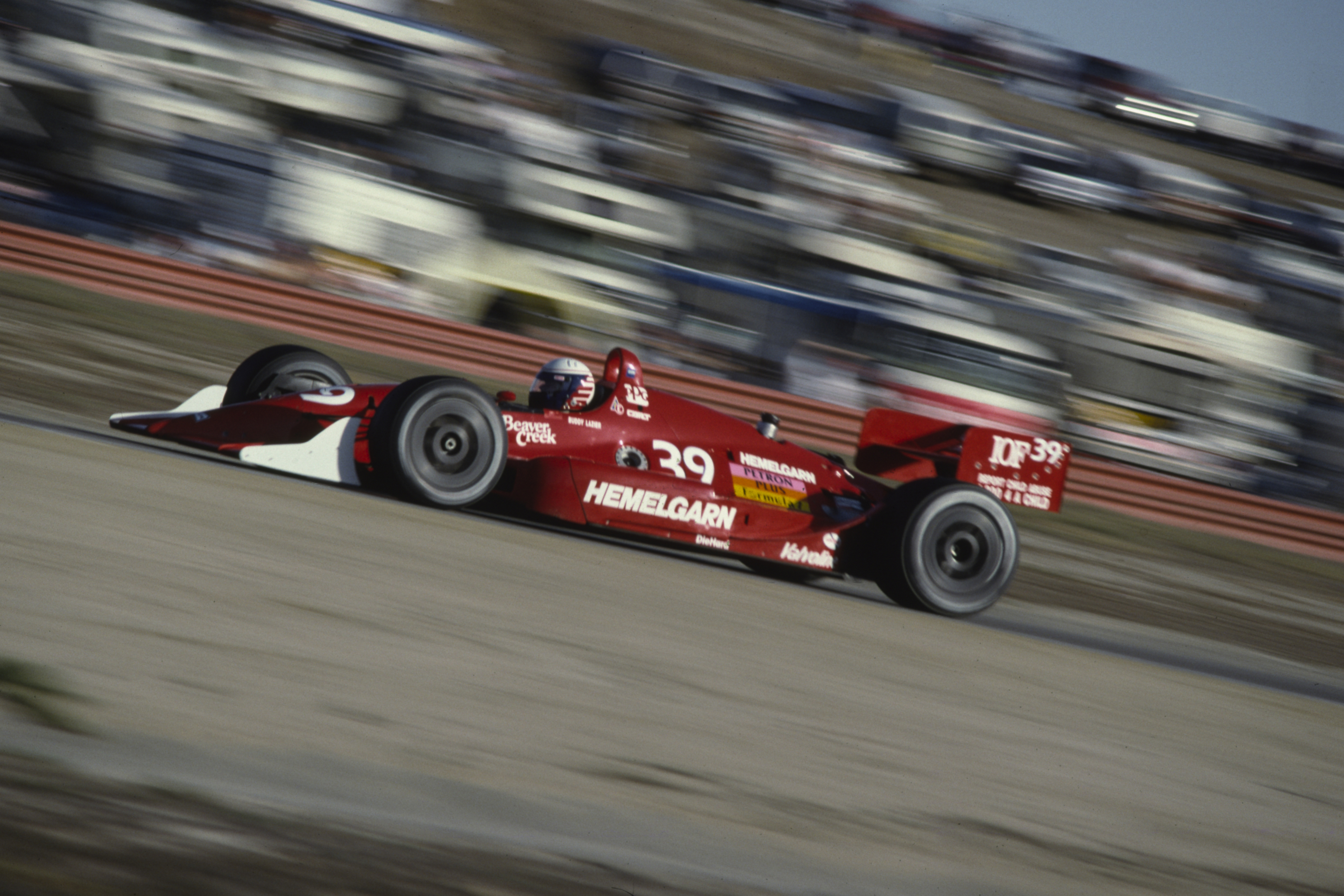
Buddy Lazier en la fecha de Laguna Seca de la CART 1991.

Lazier comenzó a competir en el campeonato de monoplazas CART en 1989, aunque no clasificó a ninguna de las dos pruebas en que se inscribió. En 1990 participó en varias carreras para el equipo Hemelgarn, logrando completar dos de ellas. El piloto disputó la mayoría de las fechas de 1991 para Dale Coyne, obteniendo un noveno puesto como mejor resultado. Ese año logró clasificar por primera vez a las 500 Millas de Indianápolis, pero chocó en la segunda curva de la carrera.
En 1992, Lazier obtuvo un séptimo puesto y un décimo, por lo cual resultó 19º en el campeonato, con Leader Card Racing. No obtuvo ningún punto en 1993 ni 1994, además de no clasificar a algunas carreras. En 1995 disputó siete carreras, sin lograr llegar en zona de puntos en ninguna de ellas.

### IndyCar (1996-2009, 2013)

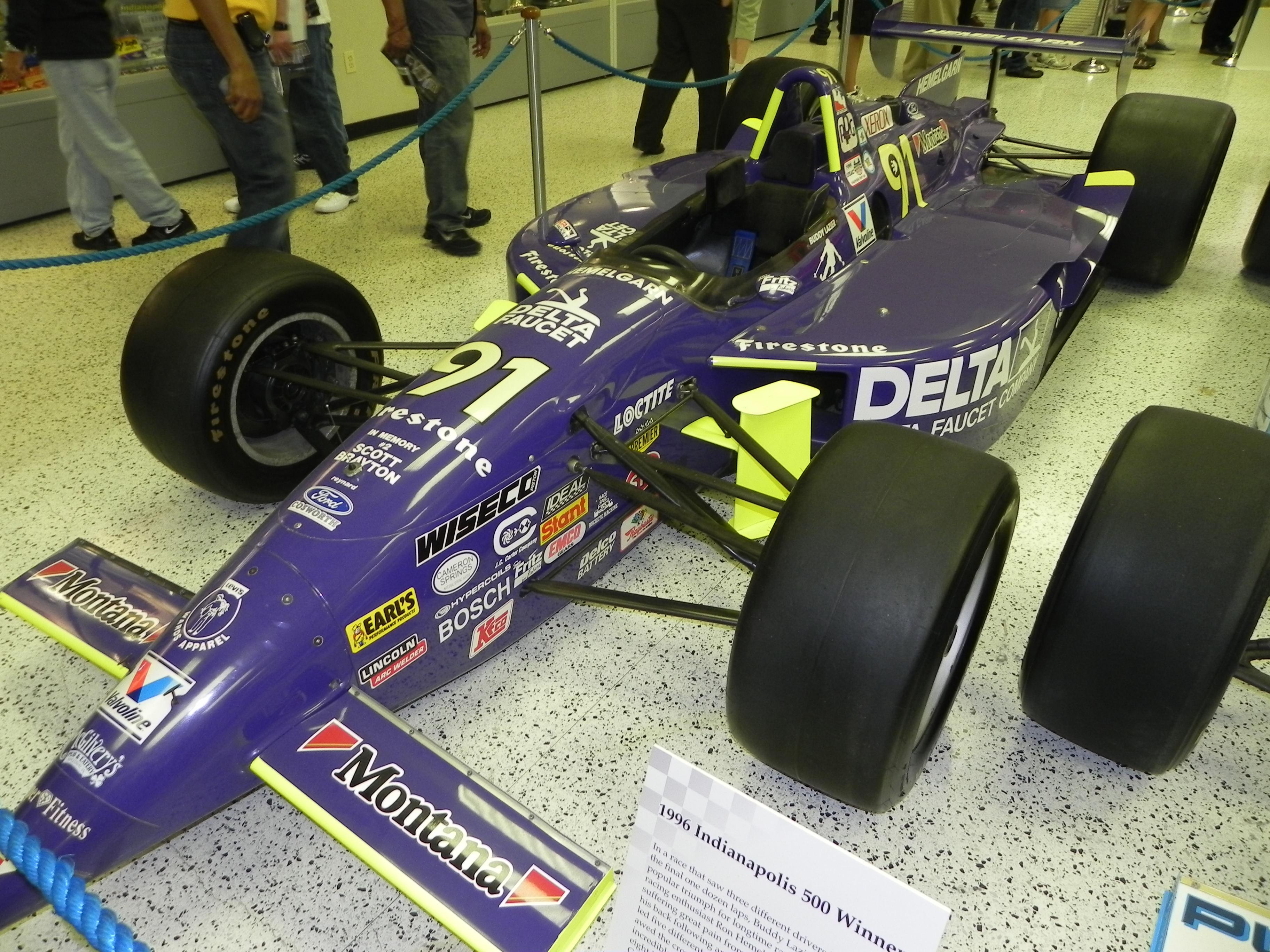
Reynard ganador de la Indy 500 de 1996.

Hemelgarn dejó la CART en favor de la recién inaugurada Indy Racing League en 1996, fichando a Lazier para su estructura. El piloto se lesionó en un choque para la segunda fecha. Se recuperó a tiempo para ganar las 500 Millas de Indianápolis, aunque sin poder enfrentarse a pilotos de la talla de Michael Andretti, Bobby Rahal, Al Unser Jr., Paul Tracy ni Emerson Fittipaldi, quienes disputaron la U.S. 500 de la CART ese mismo día.
En la temporada 1996-97, Lazier obtuvo una victoria en Charlotte, un cuarto puesto en Indianápolis y un quinto en Orlando, de modo que terminó el campeonato en el octavo puesto. En 1998 sumó dos segundos puestos y un tercero, resultando quinto. En 1999 consiguió un segundo puesto y un cuarto, con lo cual quedó sexto en el clasificador final.
Lazier ganó las fechas de Phoenix y Kentucky de la Indy Racing League 2000, y obtuvo segundos puestos en Orlando, Atlanta e Indianápolis (donde triunfó Juan Pablo Montoya, piloto regular de la CART). De este modo, superó el puntaje de Scott Goodyear y Eddie Cheever para llevarse el campeonato. En un calendario 2001 ampliado a 13 fechas, el piloto triunfó en Pikes Peak, Richmond, Nashville y Kentucky, y consiguió un tercer puesto, un cuarto y un quinto. Sin embargo, debió conformarse con el subcampeonato, dado que Sam Hornish Jr. logró tres victorias y diez podios.
Con la llegada del equipo Penske a la Indy Racing League, Lazier perdió protagonismo. Quedó octavo en el campeonato, obteniendo como mejores resultados dos terceros puestos y cuatro séptimos en 15 fechas. En 2003, la renombrada IndyCar Series atrajo a Ganassi y Andretti Green entre otros equipos de la CART, y Hemelgarn quedó relegado al fondo de la grilla. Lazier consiguió apenas un 10º puesto y dos 11º, quedando 19º en el campeonato.
Al quedarse sin patrocinadores en 2004, Lazier disputó solamente las 500 Millas de Indianápolis, donde abandonó. En 2005 corrió la carrera como tercer piloto de Panther, donde resultó quinto. Eso le valió poder disputar otras cinco carreras, resultando sexto en dos de ellas.
Lazier realizó un programa parcial en la IndyCar 2006 para Dreyer & Reinbold, obteniendo un 12º puesto en Indianápolis. A la edad de 39 años, corrió las 500 Millas de Indianápolis de 2007 para Sam Schmid, finalizando 19º. En 2008, se reunió con Hemelgarn para disputar la prueba nuevamente, logrando arribar 17º. Nuevamente fichó por Hemelgarn en 2009, pero no logró clasificar. En 2013, volvió a la categoría para disputar las 500 Millas de Indianapolis para el equipo de su familia, logró clasificar para la carrera y terminó en el puesto 31.

### Otras actividades
Aparte de competir en monoplazas, Lazierdisputó el International Race of Champions en 2001, donde finalizó noveno, y 2002, donde fue subcampeón con una victoria. También participó en las 24 Horas de Daytona de 2001 y una carrera de la NASCAR Truck Series en 2007.

## Vida personal
Su padre Bob Lazier y su hermano Jaques Lazier también son pilotos de monoplazas.